# 神州细胞
北京神州细胞生物技术集团股份公司（上交所：688520，简称：神州细胞），是中华人民共和国北京市的一家生物制药研发公司，总部位于北京经济技术开发区科创七街31号。

## 简介
神州细胞由生物医药研发和生产领域专家谢良志于2002年在北京创办，主营单克隆抗体、重组蛋白、疫苗等生物药产品。2020年6月22日，神州细胞在上海证券交易所科创板上市。2023年3月，该公司研发的四价（即针对Alpha、Beta、Delta、Omicron变异株）重组蛋白COVID-19疫苗“SCTV01E”（商品名“安诺能®4”）在中国大陆获批紧急使用，为全球首款四价COVID-19疫苗，并在之后被国务院联防联控机制纳入优先推荐使用的“补齐免疫水平差距”（针对未感染且尚未完成既定免疫程序的人群，以及已感染且未完成基础免疫的人群）用疫苗之一。